# 富士見 (浦安市)
富士見（ふじみ）は千葉県浦安市にある地名。現行行政地名は富士見一丁目から富士見五丁目。郵便番号は279-0043。

## 地理
古くからの浦安町域、元町地区に位置する。かつては堀江耕地といわれる水田であったが、地盤沈下により沼地となり、その後土地改良事業が行われ、現在は住宅街となっている。
二丁目に市立堀江中学校、堀江公民館がある。
東は東野、西は旧江戸川を挟んで東京都江戸川区東葛西・南葛西、南は舞浜、北は堀江と接している。

### 地価
住宅地の地価は、2014年（平成26年）1月1日に公表された公示地価によれば、富士見2-12-29の地点で25万1000円/m2となっている。

## 歴史

### 地名の由来
当地にある境川に「富士見橋」があり、橋の上から遠く富士山を望むことができたことから。 

### 沿革
- 1869年（明治2年） 葛飾県の設置により、同県の管轄となる。
- 1871年（明治4年） 廃藩置県後の府県再編により印旛県葛飾郡堀江村となる。
- 1873年（明治6年）　県の統合により千葉県葛飾郡堀江村となる。
- 1878年（明治11年） 郡区町村編制法により葛飾郡が分割され、東葛飾郡堀江村となる。
- 1889年（明治22年） 東葛飾郡猫実村、当代島村と合併し、東葛飾郡浦安村大字堀江となる。
- 1909年（明治42年）9月1日 町制施行。東葛飾郡浦安町大字堀江となる。
- 1981年（昭和56年）4月1日 市制施行。浦安市大字堀江となる。
- 1982年（昭和57年）10月1日 浦安市大字堀江字富士見･字旭・字吹上・字河口の区域を以って、浦安市富士見一丁目～五丁目を新設。住居表示施行。

## 町名の変遷
| 実施後       | 実施年月日    | 実施前（各大字ともその一部） |
| ------------ | ------------- | ---------------------------- |
| 富士見一丁目 | 1982年10月1日 | 堀江                         |
| 富士見二丁目 | 1982年10月1日 | 堀江                         |
| 富士見三丁目 | 1982年10月1日 | 堀江                         |
| 富士見四丁目 | 1982年10月1日 | 堀江                         |
| 富士見五丁目 | 1982年10月1日 | 堀江                         |

## 世帯数と人口
2017年（平成29年）10月31日現在の世帯数と人口は以下の通りである。
| 丁目         | 世帯数    | 人口     |
| ------------ | --------- | -------- |
| 富士見一丁目 | 1,360世帯 | 2,837人  |
| 富士見二丁目 | 1,645世帯 | 3,221人  |
| 富士見三丁目 | 2,244世帯 | 4,238人  |
| 富士見四丁目 | 1,442世帯 | 2,706人  |
| 富士見五丁目 | 2,272世帯 | 3,910人  |
| 計           | 8,963世帯 | 16,912人 |

## 小・中学校の学区
市立小・中学校に通う場合、学区は以下の通りとなる。
| 丁目         | 番地 | 小学校             | 中学校             |
| ------------ | ---- | ------------------ | ------------------ |
| 富士見一丁目 | 全域 | 浦安市立南小学校   | 浦安市立堀江中学校 |
| 富士見二丁目 | 全域 | 浦安市立南小学校   | 浦安市立堀江中学校 |
| 富士見三丁目 | 全域 | 浦安市立舞浜小学校 | 浦安市立堀江中学校 |
| 富士見四丁目 | 全域 | 浦安市立舞浜小学校 | 浦安市立堀江中学校 |
| 富士見五丁目 | 全域 | 浦安市立舞浜小学校 | 浦安市立堀江中学校 |

## 施設
- しおかぜ保育園
- 吹上幼稚園
- 浦安市立堀江中学校
- 堀江公民館 
  - 浦安市立中央図書館堀江公民館図書室